# Dhūpgarh
Dhūpgarh är ett berg i Indien.   Det ligger i distriktet Hoshangabad och delstaten Madhya Pradesh, i den centrala delen av landet, 700 km söder om huvudstaden New Delhi. Toppen på Dhūpgarh är 1 317 meter över havet.
Terrängen runt Dhūpgarh är huvudsakligen kuperad. Dhūpgarh är den högsta punkten i trakten. Runt Dhūpgarh är det ganska tätbefolkat, med 83 invånare per kvadratkilometer. Närmaste större samhälle är Pachmarhī, 6,5 km öster om Dhūpgarh. I omgivningarna runt Dhūpgarh växer huvudsakligen savannskog.